# نایکی دیویس-اوکوندایه
رئیس قبیله نایکی دیویس-اوکوندایه (متولد ۱۹۵۱)، که با نام‌های نایکی اوکوندایه، نایکی توینز سون سون و نایکی اولانیی نیز شناخته می‌شود، طراح نساجی نیجریه‌ای از قوم یوروبا است. او بیشتر به‌خاطر آثار هنری‌اش در زمینه هنر پارچه آدیره، طراحی پارچه و قطعات گلدوزی شده شناخته می‌شود.

## اوایل زندگی
نایکی اوکوندایه در ۲۳ مه ۱۹۵۱ در اوگیدی، واقع در ایالت کوگی، در منطقه شمالی-مرکزی نیجریه متولد شد. وی در میان فرهنگ سنتی بافندگی و رنگ‌آمیزی قومی یوروبا، که در زادگاهش رایج بود، پرورش یافت. خانواده‌اش، از جمله والدین و مادربزرگ بزرگ او، به عنوان موسیقیدان و صنعتگرانی شناخته می‌شدند که در عرصه‌هایی چون بافت پارچه، تولید آدیره، رنگ‌آمیزی با نیل و کار با چرم تخصص داشتند.
او هنر استفاده از دستگاه بافندگی برای تولید پارچه را در دوران کودکی نزد مادربزرگ بزرگش، ایبیتولا که به «زن سرخ» شهرت داشت، فرا گرفت. بخشی از دوران جوانی او در اوشوگو، در نیجریه غربی، که امروزه ایالت اوسون نام دارد، گذشت. زندگی در اوشوگو، که به عنوان مرکزی برجسته برای هنر و فرهنگ نیجریه شناخته می‌شد، جوان نایکی را با تکنیک‌های رنگ‌آمیزی نیلی و تولید آدیره، که بخش بزرگی از آموزش غیررسمی‌اش را شکل می‌داد، آشنا کرد.

## حرفه

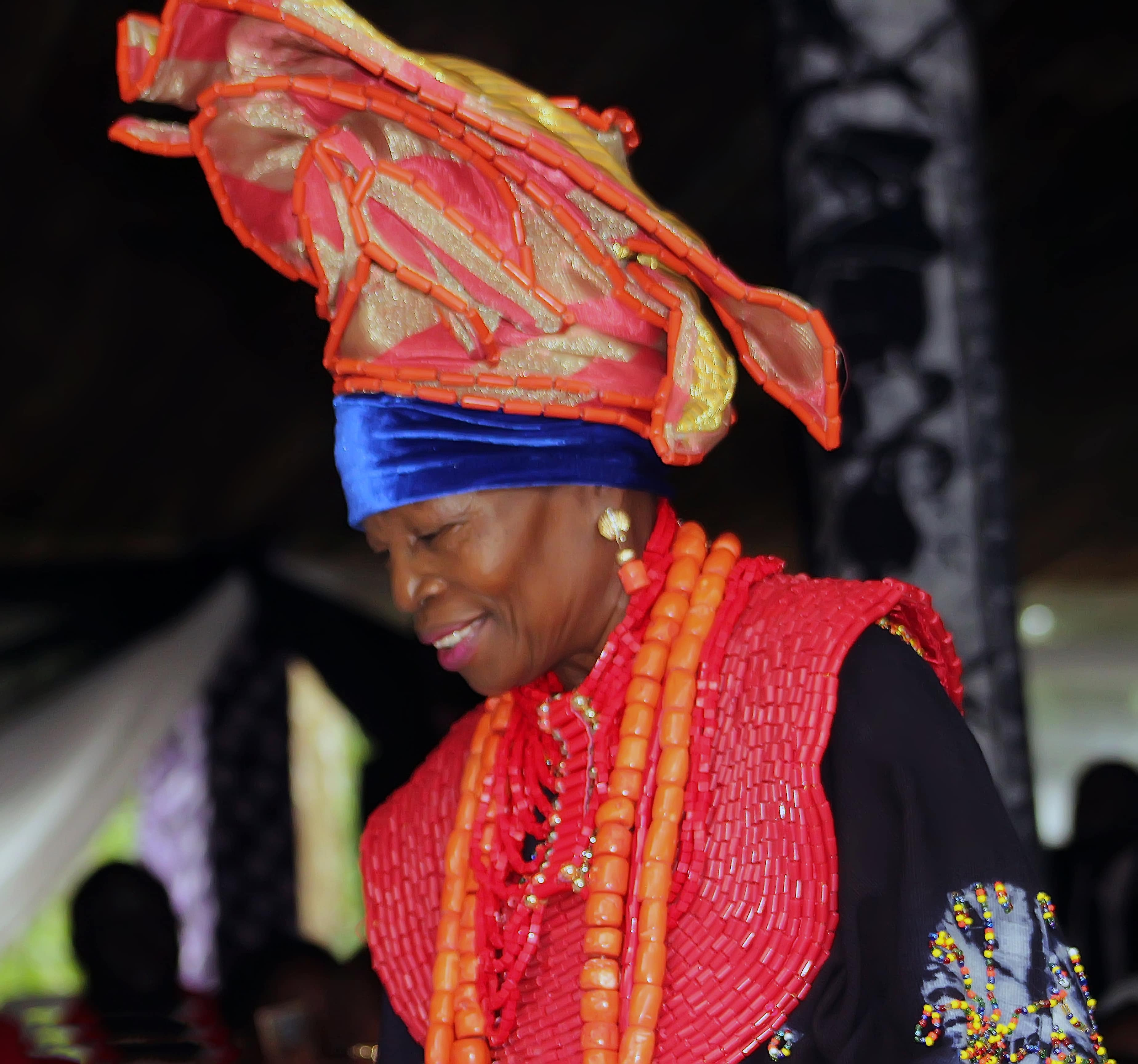
نایکی دیویس-اوکوندایه

در طول بیست سال گذشته، نایکی دیویس-اوکوندایه با برگزاری کارگاه‌هایی برای آموزش منسوجات سنتی نیجریه‌ای، مخاطبانی از آمریکا و اروپا را جذب کرده است. اولین نمایشگاه انفرادی او در سال ۱۹۶۸ در انستیتو گوته، لاگوس، برگزار شد.
او بنیان‌گذار و مدیر چهار مرکز هنری است که به بیش از ۱۵۰ هنرمند جوان در زمینه‌های هنرهای بصری، موسیقی و هنرهای نمایشی آموزش رایگان ارائه می‌دهند و شامل بیش از ۷۰۰۰ اثر هنری می‌باشند.
به دنبال کاهش روش‌های سنتی بافندگی و رنگ‌آمیزی در نیجریه که الهام‌بخش اولیه او بودند، دیویس-اوکوندایه مأموریتی برای احیای این جنبه‌های فرهنگ نیجریه آغاز کرد. او با تأسیس مراکز هنری، دوره‌های رایگانی را فراهم آورد تا جوانان نیجریه‌ای بتوانند هنرها و صنایع‌دستی سنتی را بیاموزند.
جان پفر، تاریخ‌نگار هنر، اشاره می‌کند: «یکی از ویژگی‌های مشترک نسل جدید هنرمندان آفریقایی در دیاسپورا – آن‌هایی که در عرصه هنر موفق بوده‌اند – نقد همان بار سنگین نمایندگی است که شرط دیده‌شدن آن‌ها نیز به‌شمار می‌آید.»
به گفته اوکوندایه، هنر سنتی آدیره الکو تنها به واسطه میراث خاص نیجریه‌ای و انتقال دانش از نسلی به نسل دیگر امکان‌پذیر است. او در مصاحبه‌ای ویدئویی با نوبیا آفریقا بیان می‌کند که: «مدرسه تنها می‌تواند چیزی را آموزش دهد که دانش‌آموزان هنری از پیش می‌دانند.»
بر اساس مصاحبه با CNBC آفریقا، او بیش از ۳۰۰۰ جوان نیجریه‌ای را به‌صورت رایگان آموزش داده است. همچنین او با تأمین مالی، از افراد کم‌بضاعت حمایت می‌کند تا کسب‌وکارها و کارگاه‌های هنری کوچک خود را در نقاط مختلف نیجریه راه‌اندازی کنند.
منسوجات آدیره و باتیک نایکی دیویس-اوکوندایه، مضامین بصری برگرفته از تاریخ و اساطیر قوم یوروبا، و همچنین مضامینی الهام‌گرفته از تجربیات شخصی و رؤیاهای او را به تصویر می‌کشند.
به گفته کیم ماری واز، فولکلور اغلب با تجربیات شخصی آمیخته می‌شود تا موضوعات غم‌انگیز مرتبط با رنج زنان را بیان کند. داستان‌های فولکلوری که دیویس-اوکوندایه از طریق روایت‌های شبانه بزرگان روستا شنیده است، به مسائل اجتماعی مربوط به مبارزات زنان اشاره دارد. او در آثار باتیک خود، که الهه اُشون (یعنی «مادر آفریقا») را به تصویر می‌کشند، از شخصیت‌های فولکلوری بهره می‌گیرد تا دغدغه‌های خود را دربارهٔ رنج زنان بیان کند و در عین حال ایدئولوژی‌ها و هنجارهای اجتماعی‌ای که موقعیت زنان را محدود می‌کند، به چالش بکشد.

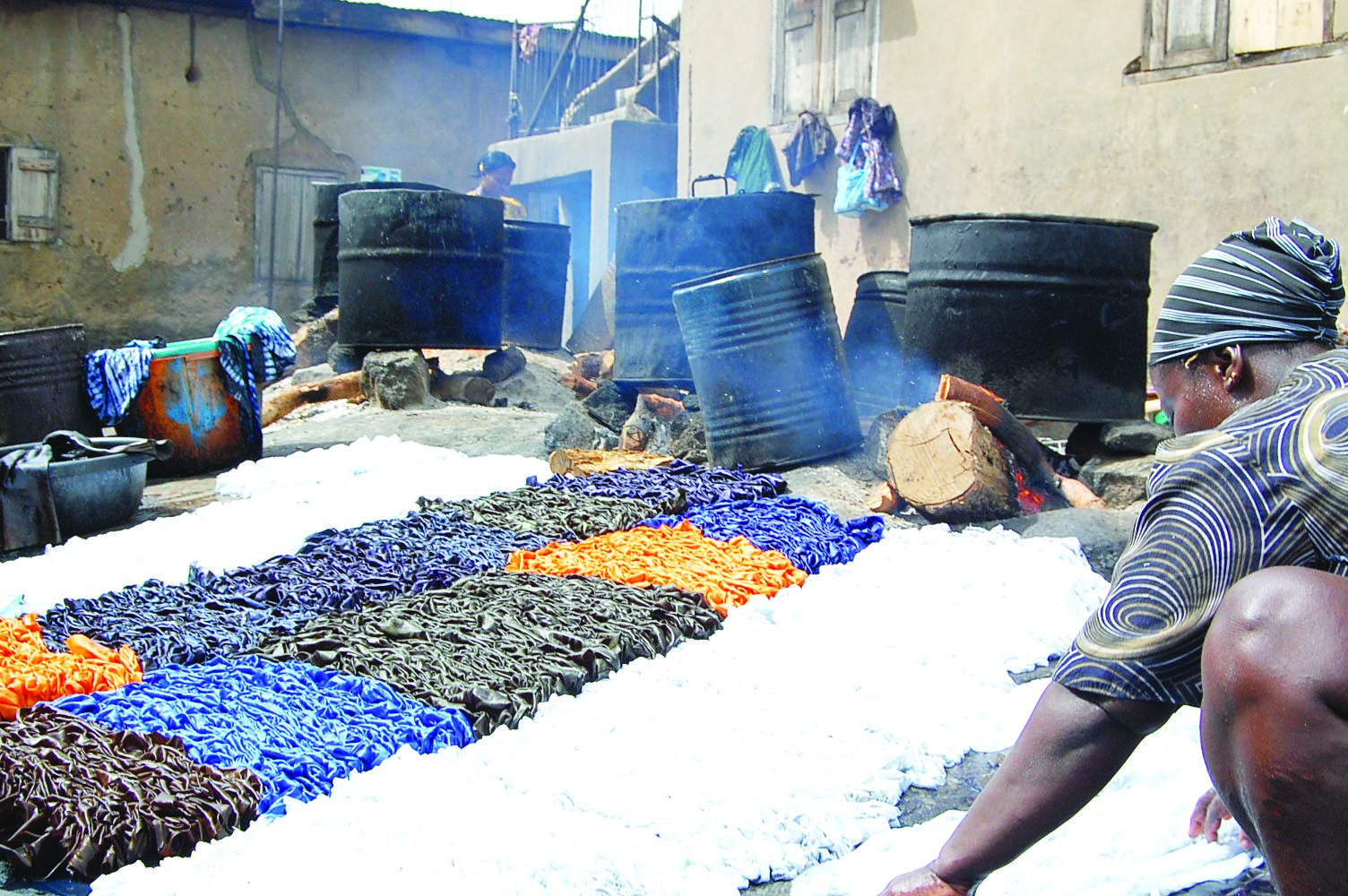
رنگ‌آمیزی پارچه به سبک آدیره.

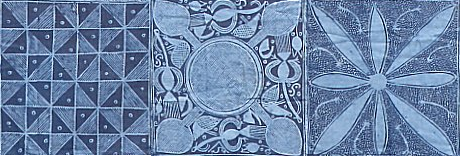
نمونه‌ای از آدیره الکو.

نایکی دیویس-اوکوندایه در تلاش است تا از طریق هنر، زندگی زنان محروم نیجریه را بهبود بخشد. او تکنیک‌های منحصربه‌فرد رنگ‌آمیزی پارچه با نیل (آدیره) را به زنان روستایی در کارگاه خود در جنوب‌غرب نیجریه آموزش می‌دهد. هدف او از این کار، احیای سنتی چندصدساله و همچنین بهبود زندگی این زنان است.
آدیره، به معنای «گره‌خورده و رنگ‌آمیزی‌شده»، هنر بومی منطقه جنوب‌غرب نیجریه است. این نوع رنگ‌آمیزی آزاد، گاهی به نام «آدیره الکو» شناخته می‌شود. واژه «آدیره» به رنگ نیلی اشاره دارد و «الکو» به تکنیکی اطلاق می‌شود که از مخلوط کاساوا جوشانده‌شده، آهک و زاج برای ایجاد الگوها استفاده می‌کند.
روش‌ها و دستورالعمل‌های رنگ‌آمیزی اغلب از دید کنجکاوان خارجی مخفی نگه‌داشته می‌شوند. دیویس-اوکوندایه در آثار خود همواره به الگوهای آدیره ارجاع می‌دهد، زیرا این هنر مخصوص زنان است و او خود آن را از مادرش آموخته است. الگوهای آدیره به‌طور سنتی از مادر به دختر منتقل می‌شوند، و طراحی‌های آن در طول زمان تقریباً تغییر نکرده‌اند.